# Pallacanestro ai Giochi della XXXI Olimpiade - Torneo femminile
Il torneo femminile di pallacanestro ai Giochi della XXXI Olimpiade ha avuto inizio il 6 agosto 2016 e si è concluso con la finale del 20 agosto.

## Risultati

### Prima fase a gruppi
La prima fase a gruppi prevede che le prime quattro squadre di ciascun gruppo accedano ai quarti di finale.

#### Gruppo A
| Squadra     | Pt | G | V | P | PF  | PS  | DP  |
| ----------- | -- | - | - | - | --- | --- | --- |
| Australia   | 10 | 5 | 5 | 0 | 400 | 345 | +55 |
| Francia     | 8  | 5 | 3 | 2 | 344 | 343 | +1  |
| Turchia     | 8  | 5 | 3 | 2 | 324 | 325 | -1  |
| Giappone    | 8  | 5 | 3 | 2 | 386 | 378 | +8  |
| Bielorussia | 6  | 5 | 1 | 4 | 347 | 361 | -14 |
| Brasile     | 5  | 5 | 0 | 5 | 335 | 384 | -49 |

##### Risultati
1ª giornata
| Arbitri: | Guilherme Locatelli Scott Beker Natalia Cuello |

|            |          |                  |
| Yılmaz 16  | Punti    | 14 Michel, Miyem |
| Vardarlı 5 | Assist   | 5 Époupa         |
| Yılmaz 6   | Rimbalzi | 11 Yacoubou      |

| Arbitri: | Ilija Belošević Karen Lasuik Piotr Pastusiak |

|              |          |            |
| Iziane 25    | Punti    | 20 Cambage |
| Adrianinha 7 | Assist   | 6 Mitchell |
| Clarissa 13  | Rimbalzi | 14 Cambage |

| Arbitri: | Damir Javor Chahinaz Boussetta Hwang Intae |

|               |          |             |
| Leŭčanka 15   | Punti    | 20 Kurihara |
| Harding 5     | Assist   | 8 Yoshida   |
| Verameenka 10 | Rimbalzi | 9 Yoshida   |

2ª giornata
| Arbitri: | Anne Panther Leandro Lezcano Carlos Peruga |

|            |          |            |
| Cambage 22 | Punti    | 25 Sanders |
| Taylor 3   | Assist   | 7 Vardarlı |
| Cambage 11 | Rimbalzi | 7 Sanders  |

| Arbitri: | Ferdinand Pascual Duan Zhu Vaughan Mayberry |

|           |          |                |
| Époupa 16 | Punti    | 16 Lichtarovič |
| Époupa 6  | Assist   | 8 Harding      |
| Michel 8  | Rimbalzi | 13 Leŭčanka    |

| Arbitri: | José Reyes Carlos Peruga Nadege Zouzou |

|              |          |              |
| Tokashiki 23 | Punti    | 20 Iziane    |
| Yoshida 11   | Assist   | 6 Adrianinha |
| Tokashiki 9  | Rimbalzi | 16 Clarissa  |

3ª giornata
| Arbitri: | Borys Ryžyk Duan Zhu Hwang Intae |

|           |          |            |
| Taylor 31 | Punti    | 15 Époupa  |
| Taylor 9  | Assist   | 4 Bouderra |
| Cambage 7 | Rimbalzi | 7 Époupa   |

| Arbitri: | Sreten Radović Natalia Cuello Leandro Lezcano |

|              |          |            |
| Damiris 23   | Punti    | 18 Troina  |
| Adrianinha 4 | Assist   | 6 Harding  |
| Clarissa 11  | Rimbalzi | 6 Leŭčanka |

| Arbitri: | Oļegs Latiševs Chahinaz Boussetta Ferdinand Pascual |

|            |          |              |
| Sanders 36 | Punti    | 13 Tokashiki |
| Alben 5    | Assist   | 7 Yoshida    |
| Çağlar 9   | Rimbalzi | 7 Tokashiki  |

4ª giornata
| Arbitri: | Carlos Peruga Hwang intae Carlos Julio |

|              |          |            |
| Harding 17   | Punti    | 26 Yılmaz  |
| Verameenka 7 | Assist   | 7 Vardarlı |
| Leŭčanka 10  | Rimbalzi | 11 Sanders |

| Arbitri: | Juan Carlos González Karen Lasuik Ferdinand Pascual |

|           |          |              |
| Skrela 18 | Punti    | 21 Damiris   |
| Époupa 7  | Assist   | 5 Adrianinha |
| Gruda 10  | Rimbalzi | 10 Clarissa  |

| Arbitri: | Anne Panther Ahmed Al Bulushi Leandro Lezcano |

|              |          |            |
| Tokashiki 23 | Punti    | 37 Cambage |
| Yoshida 11   | Assist   | 7 Taylor   |
| Tokashiki 8  | Rimbalzi | 10 Cambage |

5ª giornata
| Arbitri: | Karen Lasuik Duan Zhu Nadege Zouzou |

|            |          |                         |
| Cambage 17 | Punti    | 16 Harding              |
| Lavey 6    | Assist   | 4 Leŭčanka, Lichtarovič |
| Cambage 9  | Rimbalzi | 7 Leŭčanka              |

| Arbitri: | Juan Carlos González Hwang Intae Piotr Pastusiak |

|            |          |             |
| Sanders 23 | Punti    | 22 Iziane   |
| Alben 5    | Assist   | 8 Iziane    |
| Sanders 10 | Rimbalzi | 12 Clarissa |

| Arbitri: | Sreten Radović Carlos Julio Carlos Peruga |

|             |          |                     |
| Yoshida 24  | Punti    | 14 Époupa, Yacoubou |
| Yoshida 7   | Assist   | 4 Gruda             |
| Tokashiki 7 | Rimbalzi | 9 Gruda             |

#### Gruppo B
| Squadra     | Pt | G | V | P | PF  | PS  | DP   |
| ----------- | -- | - | - | - | --- | --- | ---- |
| Stati Uniti | 10 | 5 | 5 | 0 | 520 | 316 | +204 |
| Spagna      | 9  | 5 | 4 | 1 | 387 | 333 | +54  |
| Canada      | 8  | 5 | 3 | 2 | 340 | 347 | -7   |
| Serbia      | 6  | 5 | 2 | 3 | 385 | 406 | -23  |
| Cina        | 7  | 5 | 1 | 4 | 371 | 428 | -57  |
| Senegal     | 5  | 5 | 0 | 5 | 309 | 482 | -173 |

##### Risultati
1ª giornata
| Arbitri: | Juan Carlos González Carlos Julio Anne Panther |

|                       |          |           |
| Chen N. 13            | Punti    | 20 Tatham |
| Chen X., Sun Mengx. 3 | Assist   | 7 Smith   |
| Sun Mengr. 5          | Rimbalzi | 10 Smith  |

| Arbitri: | Cristiano Maranho Ahmed Al Bulushi Nadege Zouzou |

|                   |          |                      |
| tre giocatrici 15 | Punti    | 10 Dieng             |
| Bird 8            | Assist   | 4 Dieng              |
| Fowles, Griner 7  | Rimbalzi | 5 Diarra, Aya Traoré |

| Arbitri: | Roberto Vázquez Natalia Cuello Piotr Pastusiak |

|                |          |                  |
| Milovanović 17 | Punti    | 15 Xargay        |
| A. Dabović 4   | Assist   | 5 Palau, Torrens |
| Petrović 8     | Rimbalzi | 11 Cruz          |

2ª giornata
| Arbitri: | Chrīstos Christodoulou Ahmed Al Bulushi Sreten Radović |

|             |          |                 |
| Torrens 20  | Punti    | 13 Taurasi      |
| Domínguez 3 | Assist   | 5 Bird, Charles |
| Ndour 8     | Rimbalzi | 6 Charles       |

| Arbitri: | Robert Lottermoser Hwang Intae Vaughan Mayberry |

|                   |          |                |
| Nurse 25          | Punti    | 19 Milovanović |
| Langlois, Nurse 5 | Assist   | 5 A. Dabović   |
| Raincock-Ekunwe 9 | Rimbalzi | 6 Page         |

| Arbitri: | Karen Lasuik Chahinaz Boussetta Carlos Julio |

|               |          |                     |
| As. Traoré 16 | Punti    | 17 Shao, Sun Mengr. |
| Dieng 4       | Assist   | 6 Zhao              |
| Diarra 8      | Rimbalzi | 7 Lu                |

3ª giornata
| Arbitri: | Eddie Viator Natalia Cuello Leandro Lezcano |

|              |          |             |
| Shao 14      | Punti    | 32 Torrens  |
| Chen X. 6    | Assist   | 7 Palau     |
| Sun Mengr. 8 | Rimbalzi | 10 Nicholls |

| Arbitri: | Piotr Pastusiak Scott Beker Nadege Zouzou |

|            |          |                          |
| Taurasi 25 | Punti    | 15 tre giocatrici        |
| Taurasi 6  | Assist   | 4 A. Dabović, M. Dabović |
| Charles 8  | Rimbalzi | 5 A. Dabović             |

| Arbitri: | Anne Panther Ahmed Al Bulushi Carlos Julio |

|               |          |            |
| As. Traoré 24 | Punti    | 14 Nurse   |
| Diémé 6       | Assist   | 6 Langlois |
| Diarra 9      | Rimbalzi | 10 Tatham  |

4ª giornata
| Arbitri: | Chrīstos Christodoulou Natalia Cuello Nadege Zouzou |

|                  |          |                        |
| A. Dabović 23    | Punti    | 16 Sun Mengr.          |
| Petrović 6       | Assist   | 3 tre giocatrici       |
| Page, Petrović 8 | Rimbalzi | 7 Huang H., Sun Mengr. |

| Arbitri: | Eddie Viator Ahmed Al Bulushi Vaughan Mayberry |

|                    |          |                   |
| Ayim 8             | Punti    | 12 Moore, Taurasi |
| Langlois, Tatham 3 | Assist   | 9 Bird            |
| Raincock-Ekunwe 8  | Rimbalzi | 8 Moore           |

| Arbitri: | Scott Paul Beker Chahinaz Boussetta Leandro Lezcano |

|                  |          |                  |
| Ndour 18         | Punti    | 16 Sy            |
| tre giocatrici 5 | Assist   | 2 tre giocatrici |
| Ndour 12         | Rimbalzi | 6 Diarra         |

5ª giornata
| Arbitri: | Ferdinand Pascual Chahinaz Boussetta Robert Lottermoser |

|               |          |                    |
| Sun Mengr. 16 | Punti    | 18 Charles, Griner |
| Chen X. 6     | Assist   | 8 Moore            |
| Chen X. 6     | Rimbalzi | 13 Griner          |

| Arbitri: | Eddie Viator Hwang Intae Piotr Pastusiak |

|               |          |              |
| Aya Traoré 30 | Punti    | 20 Petrović  |
| Diouf 8       | Assist   | 8 A. Dabović |
| As. Traoré 8  | Rimbalzi | 8 Page       |

| Arbitri: | Cristiano Maranho Natalia Cuello Vaughan Mayberry |

|             |          |                            |
| Torrens 20  | Punti    | 13 Fields                  |
| Palau 6     | Assist   | 2 tre giocatrici           |
| Nicholls 12 | Rimbalzi | 7 Achonwa, Raincock-Ekunwe |

### Fase ad eliminazione diretta
|  | Quarti 16 agosto | Quarti 16 agosto |         |         | Semifinale 18 agosto | Semifinale 18 agosto |  |  | Finale 20 agosto | Finale 20 agosto |
|  |                  |                  |         |         |                      |                      |  |  |                  |                  |
|  |                  |                  |         |         |                      |                      |  |  |                  |                  |
|  |                  |                  |         |         |                      |                      |  |  |                  |                  |
|  | Australia        | 71               |         |         |                      |                      |  |  |                  |                  |
|  | Australia        | 71               |         |         |                      |                      |  |  |                  |                  |
|  | Serbia           | 73               |         |         |                      |                      |  |  |                  |                  |
|  | Serbia           | 73               | Serbia  | 54      |                      |                      |  |  |                  |                  |
|  |                  |                  | Serbia  | 54      |                      |                      |  |  |                  |                  |
|  |                  | Spagna           | 68      |         |                      |                      |  |  |                  |                  |
|  | Spagna           | Spagna           | 68      | 64      |                      |                      |  |  |                  |                  |
|  | Spagna           |                  |         | 64      |                      |                      |  |  |                  |                  |
|  | Turchia          | 62               |         |         |                      |                      |  |  |                  |                  |
|  | Turchia          | 62               | Spagna  | 72      |                      |                      |  |  |                  |                  |
|  |                  |                  | Spagna  | 72      |                      |                      |  |  |                  |                  |
|  |                  | Stati Uniti      | 101     |         |                      |                      |  |  |                  |                  |
|  | Francia          | Stati Uniti      | 101     | 68      |                      |                      |  |  |                  |                  |
|  | Francia          |                  |         | 68      |                      |                      |  |  |                  |                  |
|  | Canada           | 63               |         |         |                      |                      |  |  |                  |                  |
|  | Canada           | 63               | Francia | 67      | 3º posto             | 3º posto             |  |  |                  |                  |
|  |                  |                  | Francia | 67      | 3º posto             | 3º posto             |  |  |                  |                  |
|  |                  | Stati Uniti      | 86      |         |                      |                      |  |  |                  |                  |
|  | Stati Uniti      | Stati Uniti      | 86      | 110     | Serbia               | 70                   |  |  |                  |                  |
|  | Stati Uniti      |                  |         | 110     | Serbia               | 70                   |  |  |                  |                  |
|  | Giappone         | 64               |         | Francia | 63                   |                      |  |  |                  |                  |
|  | Giappone         | 64               |         |         | 63                   |                      |  |  |                  |                  |
|  |                  |                  |         |         |                      |                      |  |  |                  |                  |
|  |                  |                  |         |         |                      |                      |  |  |                  |                  |

#### Quarti di finale
| Arbitri: | Eddie Viator Natalia Cuello Karen Lasuik |

|            |          |            |
| Cambage 29 | Punti    | 24 Dabović |
| Taylor 9   | Assist   | 5 Petrović |
| Cambage 11 | Rimbalzi | 4 Butulija |

| Rio de Janeiro 16 agosto 2016, ore 14:30 UTC-3 | Spagna | 64 – 62 referto | Turchia | Arena Carioca 1 |

| Rio de Janeiro 16 agosto 2016, ore 18:45 UTC-3 | Stati Uniti | 110 – 64 referto | Giappone | Arena Carioca 1 |

| Rio de Janeiro 16 agosto 2016, ore 22:15 UTC-3 | Francia | 68 – 63 referto | Canada | Arena Carioca 1 |

#### Semifinali
| Rio de Janeiro 18 agosto 2016, ore 15:30 UTC-3 | Serbia | 54 – 68 referto | Spagna | Arena Carioca 1 |

| Rio de Janeiro 18 agosto 2016, ore 19:00 UTC-3 | Francia | 67 – 86 referto | Stati Uniti | Arena Carioca 1 |

#### Finali
3º-4º posto
| Rio de Janeiro 20 agosto 2016, ore 11:30 UTC-3 | Serbia | 70 – 63 referto | Francia | Arena Carioca 1 |

1º-2º posto
| Rio de Janeiro 20 agosto 2016, ore 15:30 UTC-3 | Spagna | 72 – 101 referto | Stati Uniti | Arena Carioca 1 |

## Classifica finale
| Campione olimpico | Campione olimpico | Campione olimpico |
| --- | ----------------- | --- |
| Stati Uniti4 Whalen, 5 Augustus, 6 Bird, 7 Moore, 8 McCoughtry, 9 Stewart, 10 Catchings, 11 Delle Donne, 12 Taurasi, 13 Fowles, 14 Charles, 15 Griner, All. Geno Auriemma |                   | |
| Argento | Spagna            | Spagna2 Romero, 4 Nicholls, 6 Domínguez, 7 Torrens, 9 Palau, 10 Xargay, 11 Rodríguez, 13 Pascua, 15 Cruz, 19 Quevedo, 24 Gil, 45 Ndour, All. Lucas Mondelo                               |
| Bronzo | Serbia            | Serbia4 Radočaj, 5 Petrović, 6 Čađo, 7 Krnjić, 8 Jovanović, 9 Milovanović, 10 Butulija, 11 Crvendakić, 12 Stanković, 13 M. Dabović, 14 A. Dabović, 15 Page, All. Marina Maljković        |
| 4. | Francia           | Francia4 Yacoubou, 5 Miyem, 7 Gruda, 10 Michel, 11 Ayayi, 12 Skrela, 16 Ciak, 17 Johannès, 20 Bouderra, 21 Kamba, 22 Époupa, 25 Amant, All. Valérie Garnier                              |
| 5. | Australia         | Australia4 Lavey, 5 Mitchell, 6 Talbot, 7 Taylor, 8 Cambage, 9 Burton, 10 Jarry, 11 Hodges, 12 Ebzery, 13 Phillips, 14 Tolo, 15 George, All. Brendan Joyce                               |
| 6. | Turchia           | Turchia4 Çakır, 5 Canıtez, 6 Vardarlı, 8 Ural, 9 Çağlar, 10 Alben, 11 Yılmaz, 12 Sanders, 13 Cora, 14 İvegin, 15 Şenyürek, 33 Kimyacıoğlu, All. Ekrem Memnun                             |
| 7. | Canada            | Canada4 Langlois, 5 Nurse, 6 Thorburn, 7 Raincock-Ekunwe, 8 Smith, 9 Ayim, 10 Fields, 11 Achonwa, 12 Murphy, 13 Tatham, 14 K. Plouffe, 15 M. Plouffe, All. Lisa Thomaidis                |
| 8. | Giappone          | Giappone4 Kondō, 5 Miyazama, 6 Mamiya, 7 Kurihara, 8 Takada, 9 Miyoshi, 10 Tokashiki, 11 Nagaoka, 12 Yoshida, 13 Machida, 14 Motokawa, 15 Ō, All. Tomohide Utsumi                        |
| 9. | Bielorussia       | Bielorussia4 Papova, 5 Tarasava, 6 Snycina, 8 Lichtarovič, 9 Zjuz'kova, 10 Verameenka, 11 Leŭčanka, 12 Harding, 13 Troina, 14 Trafimava, 18 Filončyk, 41 Durėjka, All. Anatol' Bujal'ski |
| 10. | Cina              | Cina4 Zhao, 5 Chen X., 6 Li, 7 Shao, 8 Wu, 9 Sun Mengx., 10 Lu, 11 Huang S., 12 Gao, 13 Sun Mengr., 14 Huang H., 15 Chen N., All. Tom Maher                                              |
| 11. | Brasile           | Brasile4 Adrianinha, 5 Tainá, 6 Joice, 7 Palmira, 8 Iziane, 9 Ramona, 10 Tati, 11 Clarissa, 12 Damiris, 13 Nádia, 14 Érika, 15 Kelly, All. Antônio Barbosa                               |
| 12. | Senegal           | Senegal4 Thiam, 5 Aya Traoré, 6 Diémé, 7 Dieng, 8 Diouf, 9 Wane, 10 As. Traoré, 11 Diarra, 12 Sy, 13 Touré, 14 Rosché, 15 Fall, All. Moustapha Gaye                                      |